# 王集镇 (宜城市)
王集镇，是中华人民共和国湖北省襄阳市宜城市下辖的一个乡镇级行政单位。

## 行政区划
王集镇下辖以下地区：
王集社区、李街社区、襄江村、方阁村、观音村、槐树村、庞居村、新星村、田畈村、新洲村、中心村、三洲村、新观村、汉水村、千柏村、联合村、响水村和双泉村。